# Survivor Series: WarGames (2023)
Survivor Series: WarGames 2023 року — це 37-е щорічне шоу професійного реслінгу Survivor Series, що проводилося WWE і транслювалося в прямому ефірі. У ньому взяли участь реслери з брендів Raw та SmackDown. Подія відбулася в суботу, 25 листопада 2023 року, на Allstate Arena в передмісті Чикаго — Роузмонті, штат Іллінойс, США і стала третім шоу Survivor Series, яке пройшло на цій арені після аналогічних шоу 1989 і 2019 років (Survivor Series 1989 року пройшло тут, коли арена ще була відома під назвою Rosemont Horizon; вона була перейменована в 1999 році). Це друге Survivor Series шоу, яке включало в себе матчі «Військові Ігри» (англ. WarGames) після того, як даний тип матчу був вперше представлений в головному ростері WWE у 2022 році. На шоу також мав повернутися Ренді Ортон, який був відсутній через травму з травня 2022 року. Шокувавши усіх, своє повернення в WWE на цьому шоу здійснив СМ Панк.

## Виробництво

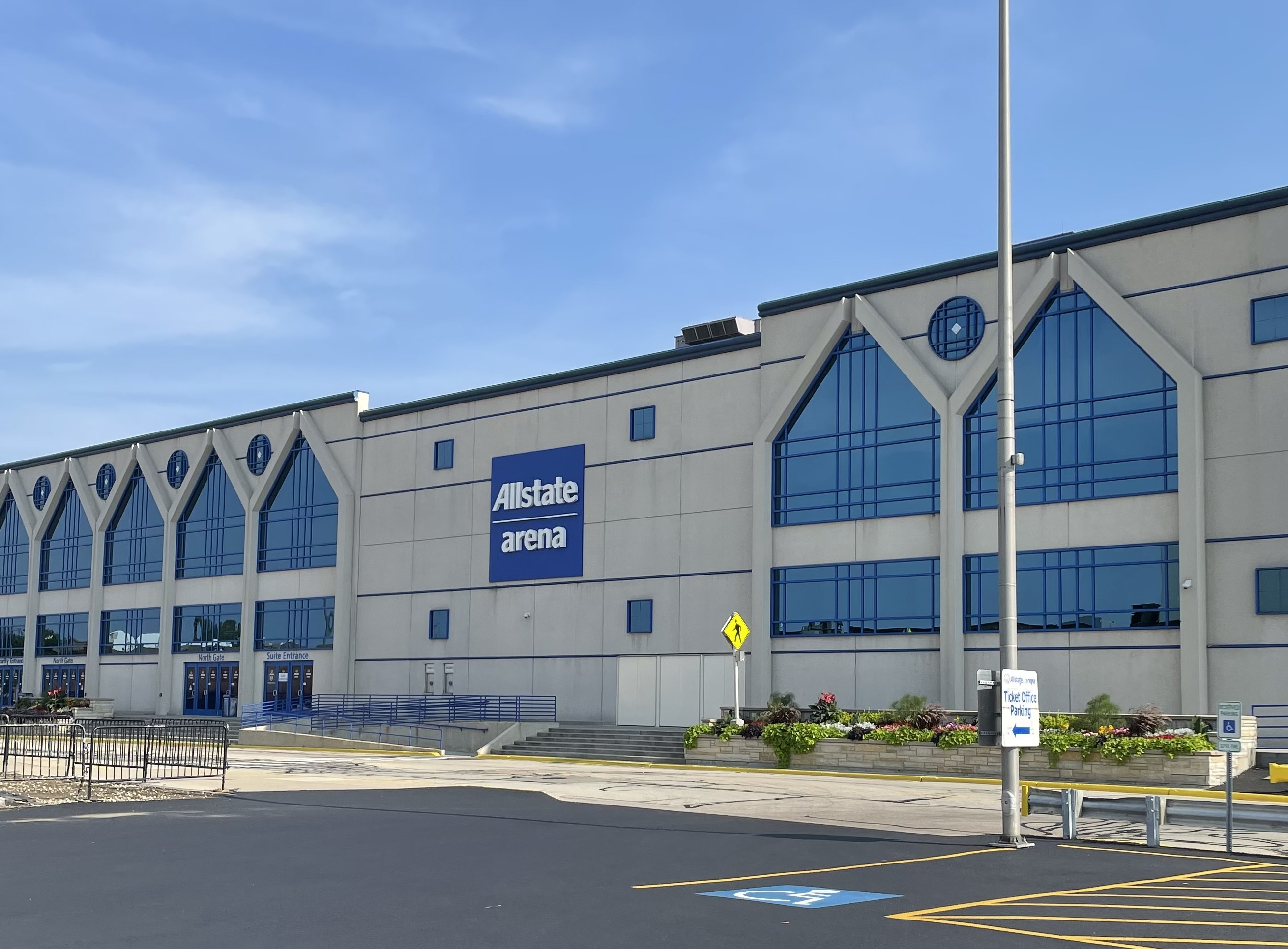
Подія відбудеться на Allstate Arena в передмісті Чикаго, Роузмонті, штат Іллінойс, і стане третім шоу Survivor Series, що пройде тут — після заходів 1989 і 2019 років.

### Передісторія
Survivor Series — це шоу професійного реслінгу, що проводиться щорічно, у листопаді американською компанією WWE з 1987 року, як правило, в тиждень Дня подяки. Друге за тривалістю проведення платне шоу в історії (після Реслманії), це один з п'яти найбільших заходів промоушена, разом з Реслманією, SummerSlam, Royal Rumble і Money in the Bank, які називають «Великою п'ятіркою». Подія традиційно характеризується проведенням матчів Survivor Series (укр. Серії на Виживання), які є командними матчами на виліт зі, зазвичай, 4-ма або 5-ма учасниками в кожній із команд. Відступаючи від традиції, шоу 2022 року не включало жодних матчів Survivor Series або інших матчів на виліт, а натомість були введені матчі WarGames. Відповідно, шоу отримало розширену назву «Survivor Series: WarGames».
7 липня 2023 року WWE оголосила, що повертається на арену Allstate Arena в передмісті Чикаго, Роузмонті, штат Іллінойс, для проведення 37-ого щорічного шоу Survivor Series в суботу, 25 листопада. Це третє Survivor Series на цій арені після 1989 (коли Allstate Arena ще була відома як Rosemont Horizon; перейменована в 1999 році) і 2019 років. В заході була запланована участь реслерів обох основних брендів — Raw і SmackDown. Окрім трансляції по принципу PPV по всьому світу, його можна було подивитися в прямому ефірі на Peacock у США та на WWE Network на більшості міжнародних ринків. Крім того, 24 листопада на цій же арені відбувся епізод Friday Night SmackDown. Під час Crown Jewel, 4 листопада, було оголошено, що подія 2023 року збереже концепцію WarGames.

### Сюжетні лінії
Подія включала поєдинки, які є результатом розвитку сценарних сюжетних ліній. Результати заздалегідь визначались сценаристами WWE на брендах Raw та SmackDown, а сюжетні лінії створювались і розвивались на щотижневих телевізійних шоу WWE, Monday Night Raw та Friday Night SmackDown.
У випуску Raw від 30 жовтня Інтерконтинентальний чемпіон Гюнтер мав бути гостем ток-шоу Міза «Miz TV», однак Міза перервали партнери Гюнтера по «Імперіуму» Джованні Вінчі та Людвіг Кайзер. Вони заявили, що Гюнтер не прийде на ефір. Після деяких суперечок, однак, Гюнтер таки вийшов і заявив, що він не поважає Міза, оскільки розглядає того більше як «артиста» і «шоу-мена», ніж серйозного реслера. Міз у відповідь заявив, що він сам був тим, хто зробив Інтерконтинентальне чемпіонство престижним і може зробити це знову. Після того, як Імперіум почав нищити реквізит «Miz TV», Міз напав на Імперіум, але Гюнтер взяв гору, вперше з січня 2020 року зробивши Міза фейсом. Пізніше Міз попросив головного менеджера Raw Адама Пірса про чемпіонський матч проти Гюнтера, але той відмовив, оскільки були й інші претенденти, які також хотіли титульний матч. Тоді, на наступний епізод Raw був запланований чотиристоронній матч, щоб визначити претендента для Гюнтера на його пояс. Титульну можливість на Survivor Series: WarGames виграв Міз.
На Crown Jewel, Зої Старк взяла участь у п'ятисторонньому матчі за титул чемпіонки світу серед жінок, який діюча володарка пояса Рія Ріплі зберегла за собою. У наступному епізоді Raw Старк виграла королівську битву, щоб зустрітися з Ріплі у матчі за титул один на один на Survivor Series: WarGames.
Починаючи з червня, Сет «Фрікін» Роллінс, Коді Роудс, Джей Усо та Семі Зейн брали участь у різних ворожнечах з «Судним Днем» (Фінном Балором, Деміаном Прістом та «Брудним» Домініком Містеріо) та їхнім спільником Джей Ді МакДоною, включаючи поєдинки за титул чемпіона світу у важкій вазі Роллінса та за Беззаперечне Командне чемпіонство WWE (Raw й SmackDown) Балора й Пріста. Наприкінці епізоду Raw від 6 листопада між усіма вісьмома чоловіками сталася бійка. Втомившись від постійного хаосу, спричиненого Судним Днем, головний менеджер Raw Адам Пірс оголосив, що Роллінс, Роудс, Усо і Зейн зустрінуться з Судним Днем і МакДоною у матчі WarGames на Survivor Series: WarGames. Наступного тижня Роудс і Пріст були оголошені лідерами своїх команд, а Макдона став офіційним членом «Судного Дня». Наприкінці вечора Дрю МакІнтайр, який розмовляв з Реєю Ріплі і мав власні проблеми з Усо через членство того в «Кровній Лінії» у минулому, допоміг Балору і Прісту зберегти Беззаперечне Командне чемпіонство WWE в матчі-реванші проти Роудса і Усо. У наступному епізоді МакІнтайр був доданий до команди Судного Дня «WarGames» і пізніше, того ж вечора, він переміг Усо, щоб здобути перевагу в Військових Іграх. П'ятим членом команди Роудса був названий Ренді Ортон, що був травмований з травня 2022 року.
На SummerSlam Б'янка Белер перемогла Аску і Шарлотт Флер у тристороньому матчі і здобула титул чемпіонки WWE, але одразу ж поступилася поясом Ійо Скай, яка використала свій контракт Money in the Bank. Після шоу Damage CTRL (Бейлі, Скай і Дакота Кай) почали ворогувати з Асукою, а також Флер, яка пристала на бік Асуки. Damage CTRL також вивели з гри Белер, травмувавши її коліно. Згодом Скай зберегла свій титул у матчах проти Асуки та Флер завдяки втручанню Бейлі та Кай. Після повернення Белер наприкінці жовтня, Скай зберегла титул у матчі проти неї на Crown Jewel після втручання Кайрі Сейн, яка повернулася (у своєму першому виступі з липня 2020 року). На наступному SmackDown Скай і Кай заявили, що взяли Сейн, аби зробити їхню групу сильнішою, при цьому Сейн похвалила Бейлі за її лідерство, а також сказала, що пробачила Бейлі за напад на неї в липні 2020 року. Потім їх перервали Белер, Флер та Асука. Далі відбувся командний матч три-на-три, який закінчився безрезультатно, бо Асука відвернулася від своєї команди, згодом возз'єднавшись із Сейн і приєднавшись до Damage CTRL. Шотці намагалася врятувати команду, але також була нейтралізована. Наступного тижня Damage CTRL (в особі Бейлі, Скай, Асуки та Сейн) викликали Белер, Флер, Шотці та партнерку на власний вибір на матч WarGames і цей виклик було прийнято. Головний менеджер SmackDown Нік Алдіс дав команді Белер час до кінця вечора, щоб вибрати четвертого учасника, і вони обрали Беккі Лінч з Raw після того, як Damage CTRL вивели з ладу інших жінок на SmackDown. Того ж вечора WWE оголосила, що за підтримки Ruffles буде проведено фанатське голосування, яке визначить, яка команда отримає перевагу у «Військових Іграх» і перевагу отримали представниці команди фейсів.
В епізоді SmackDown від 10 листопада Латиноамериканський Світовий Порядок (LWO) обговорив поразку лідера Рея Містеріо від Лоґана Пола у матчі з чемпіонством США на кону на Crown Jewel. Пол використав кастет для перемоги, а Карліто звинуватив Сантоса Ескобара в тому, що той залишив кастет на помості рингу. Ескобар тоді пішов, не повіривши у звинувачення, але пізніше обернувся проти Містеріо ставши хілом і пошкодив Рею ліве коліно, вдаривши по ньому сталевими сходинками. Наступного тижня Ескобар сказав, що Містеріо був його героєм, але після зустрічі з ним зрозумів, що помилявся. Сталася сутичка з іншими членами LWO (Хоакіном Уайльдом, Крузом Дель Торо і Зеліною Вегою), де Ескобар напав на Хоакіна і Торо. Карліто вийшов на допомогу, але Ескобар втік. Пізніше було оголошено про матч між Карліто та Ескобаром в рамках Survivor Series: WarGames. В епізоді SmackDown від 24 листопада (за ніч до початку шоу) між Карліто та Ескобаром виникла сутичка, яка призвела до бійки і, поки Карліто стримували охоронці порядку, Сантос накинувся на нього ззаду і знову напав на Карліто за лаштунками. Після цього Карліто був виключений з карду Survivor Series через травму, а його місце в поєдинку зайняв Дреґон Лі, який прийшов на допомогу Карліто за лаштунками і захистив його від Ескобара.

## Матчі
| №                                                    | Результати | Умови                                                      | Час   |
| ---------------------------------------------------- | --- | ---------------------------------------------------------- | ----- |
| 1                                                    | Беккі Лінч, Шотці, Б'янка Белер й Шарлотт Флер перемогли Damage CTRL (Бейлі, Ійо Скай, Кайрі Сейн та Аска) утриманням опонентки.                                                                          | Командний жіночий матч «Військові Ігри»                    | 33:35 |
| 2                                                    | Гюнтер (c) переміг Міза підкоренням опонента. | Одиночний матч за титул Інтерконтинентального чемпіона WWE | 12:20 |
| 3                                                    | Сантос Ескобар переміг Дреґона Лі утриманням опонента. | Одиночний матч                                             | 8:20  |
| 4                                                    | Рія Ріплі (c) перемогла Зої Старк утриманням опонентки. | Одиночний матч за титул Чемпіона світу серед жінок         | 9:15  |
| 5                                                    | Сет «Фрікін» Роллінс, Джей Усо, Семі Зейн, Коді Роудс й Ренді Ортон перемогли Судний День (Фінн Балор, Джей Ді Макдона, Деміан Пріст та «Брудний» Домінік Містеріо) й Дрю МакІнтайра утриманням опонента. | Командний чоловічий матч «Військові Ігри»                  | 34:50 |
| \| (c) \| – чемпіон(-и) на момент старту поєдинку \| | |                                                            |       |
| (c)                                                  | – чемпіон(-и) на момент старту поєдинку |                                                            |       |